# Саут-Баррінгтон (Іллінойс)
Саут-Баррінгтон (англ. South Barrington) — селище (англ. village) в США, в окрузі Кук штату Іллінойс. Населення — 5077 осіб (2020).

## Географія
Саут-Баррінгтон розташований за координатами 42°5′28″ пн. ш. 88°9′25″ зх. д. / 42.09111° пн. ш. 88.15694° зх. д. (42.091219, -88.156948).  За даними Бюро перепису населення США в 2010 році селище мало площу 19,74 км², з яких 19,02 км² — суходіл та 0,72 км² — водойми.

## Демографія
Згідно з переписом 2010 року, у селищі мешкало 4565 осіб у 1445 домогосподарствах у складі 1310 родин. Густота населення становила 231 особа/км².  Було 1522 помешкання (77/км²).
Расовий склад населення:
| - 69,6 % — білих - 26,6 % — азіатів - 0,7 % — чорних або афроамериканців - 0,2 % — корінних американців |

До двох чи більше рас належало 2,4 %. Частка іспаномовних становила 2,6 % від усіх жителів.
За віковим діапазоном населення розподілялося таким чином: 27,8 % — особи молодші 18 років, 58,4 % — особи у віці 18—64 років, 13,8 % — особи у віці 65 років та старші. Медіана віку мешканця становила 44,4 року. На 100 осіб жіночої статі у селищі припадало 96,6 чоловіків;  на 100 жінок у віці від 18 років та старших — 95,1 чоловіків також старших 18 років.
Середній дохід на одне домашнє господарство  становив 227 792 долари США (медіана — 173 650), а середній дохід на одну сім'ю — 247 065 доларів (медіана — 191 375). За межею бідності перебувало 5,5 % осіб, у тому числі 3,9 % дітей у віці до 18 років та 10,2 % осіб у віці 65 років та старших.
Цивільне працевлаштоване населення становило 2263 особи. Основні галузі зайнятості: освіта, охорона здоров'я та соціальна допомога — 24,0 %, виробництво — 19,5 %, науковці, спеціалісти, менеджери — 15,0 %, роздрібна торгівля — 10,6 %.